# بختيار الفارسية
بَختيار الفارسيَّة هي جارية فارسيَّة الأصل، أصبحت لاحقًا من محظيات الخليفة العبَّاسي الثالث مُحمَّد المهدي البارزات وذوات المكانة الرفيعة لديه.

## أصلها ووصولها للبلاط
تُشير المصادر إلى أن بختيار كانت ابنة لأحد كبار القادة المُتمردين الفُرس في خُراسان، وهو أستاذ سيس الذي قاد ثورة كبيرة على الخلافة العبَّاسية حوالي سنة 150هـ / 767م، لينتهي الأمر بهزيمته، وفشل ثورته، ووقعت ابنته بختيار ضمن الأسرى والغنائم التي حصل عليها الجيش العبَّاسي، لتنتقل بذلك إلى خدمة البلاط العباسي.

## مكانتها عند المهدي
بعد فترة من وصولها إلى البلاط، استطاعت بختيار أن تنال حظوة كبيرة لدى الخليفة المهدي، حتى أصبحت من محظياته المُقرَّبات ووصفت بأنها كانت من ذوات الحظ الوافر والعالي لديه، مما يدل على مكانتها الخاصة والمتميزة مقارنة بغيرها من الجواري. أقامت في قصر عيساباذ الذي كان مقر إقامة المهدي في جانب الرصافة من بغداد، إلا أن التفاصيل المتعلقة بحياتها في القصر ووفاتها غير معروفة.

### فهرس المنشورات
1. 1 2 3  حسن (2013)، ص. 69.

### معلومات المنشورات كاملة
الكتب مرتبة حسب تاريخ النشر
- سولاف فيض الله حسن (2013). دور الجواري والقهرمانات في دار الخلافة العباسية (ط. 1). دمشق: صفحات للدراسات والنشر والتوزيع. ISBN:978-9933-495-13-8. OCLC:6914266520. OL:43175027M. QID:Q125689500.